# Robert Dodd

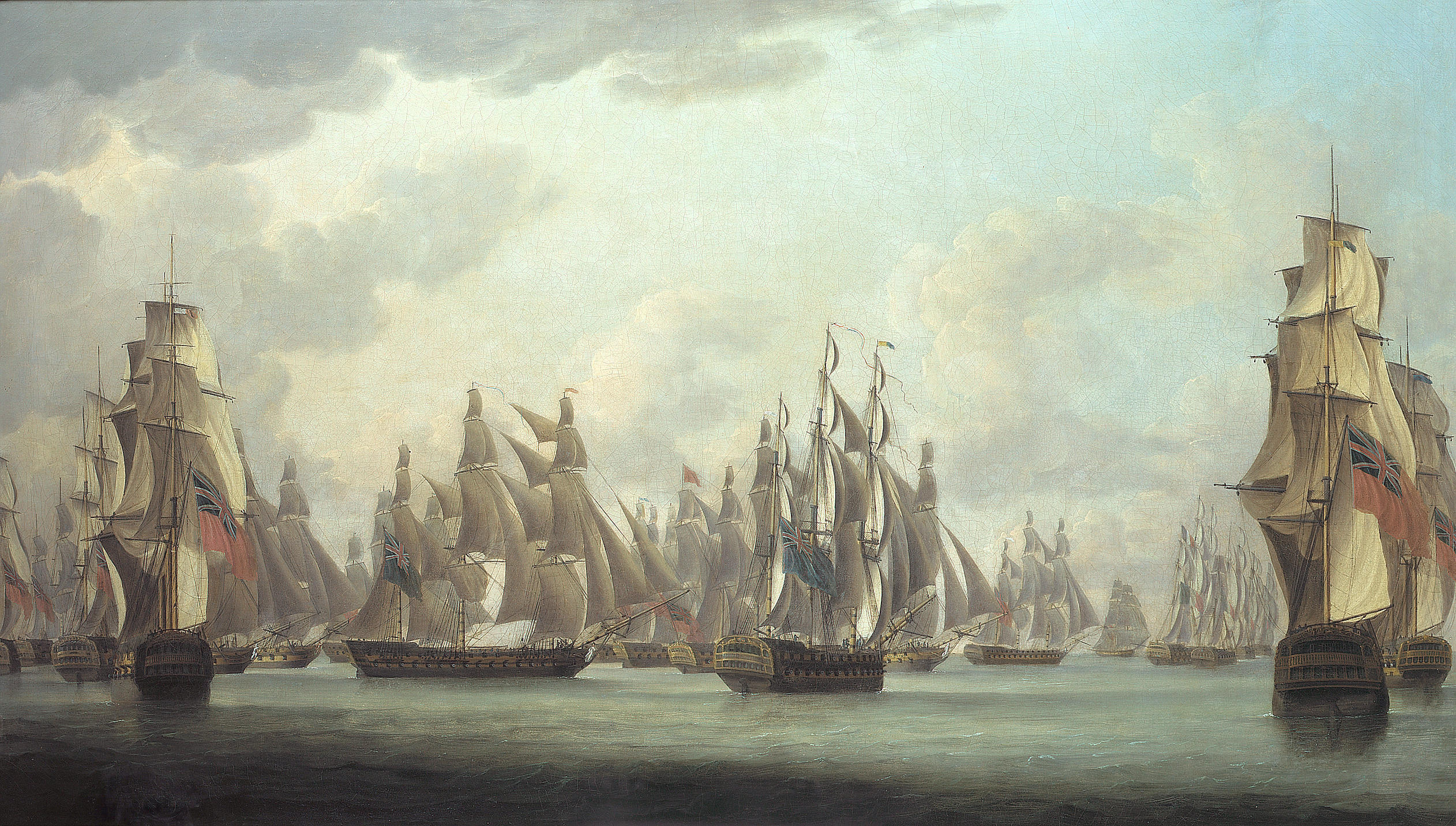
La célebre acción del comodoro Dance contra un escuadrón francés, que representa la batalla de Pulo Aura.

Robert Dodd (1748-1815) se destacó como un pintor marino y grabador de aguatinta británico. Su renombre se debe a su destacada labor en la representación de las guerras revolucionarias francesas.

## Vida y familia
Nacido como uno de los tres hijos de Alexander Dodd, su hermano menor fue el ingeniero y pintor Ralph Dodd. Se casó con Mary Fulton (n. 1748) el 1 de noviembre de 1772. Murió a principios de 1815 y fue enterrado el 20 de febrero en St Dunstan and All Saints, Stepney.

## Estilo

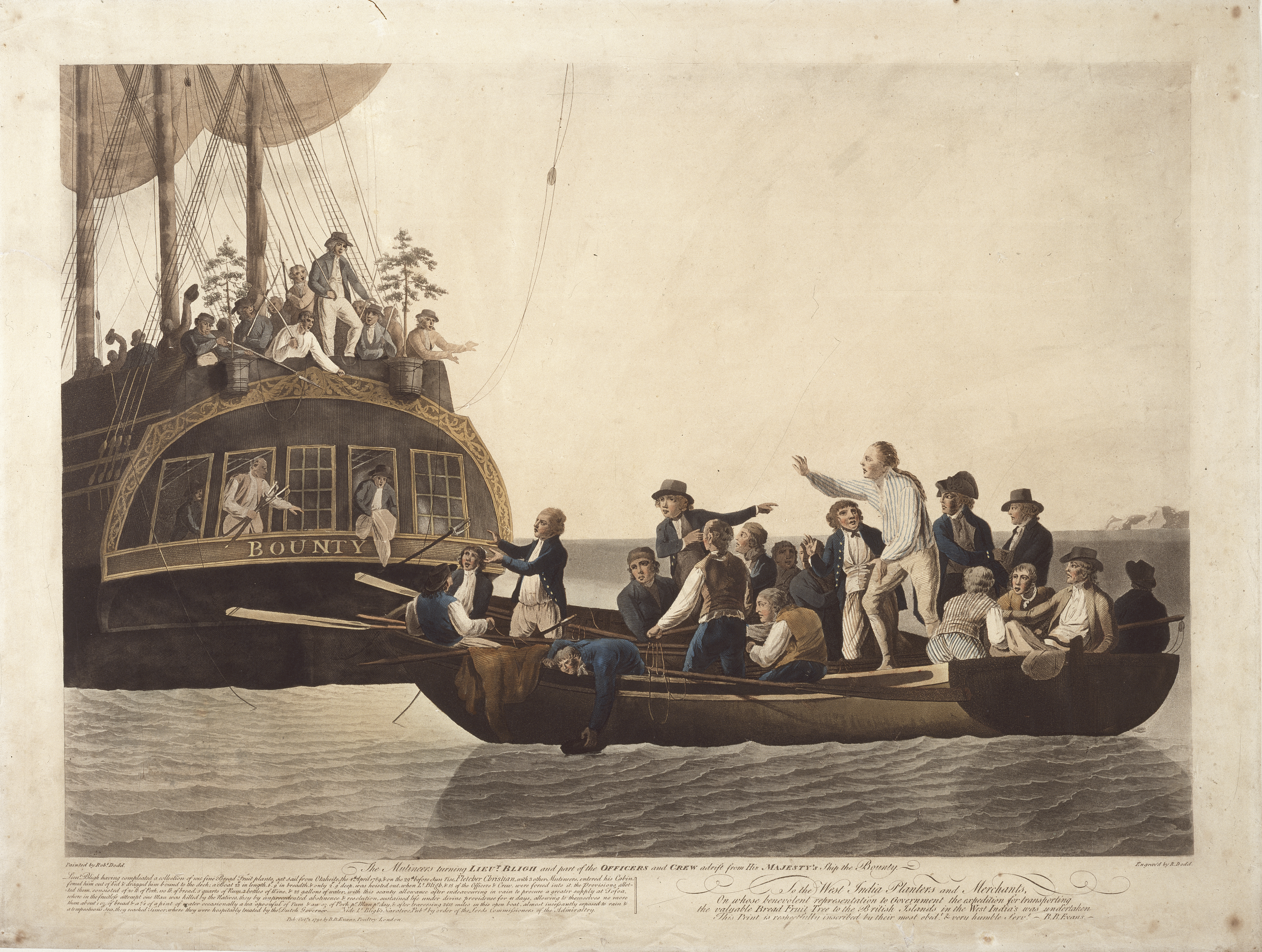
La obra más conocida de Dodd, Los amotinados dejando al teniente Bligh y a algunos de los oficiales y la tripulación a la deriva del barco Bounty de Su Majestad, 29 de abril de 1789.

Dodd comenzó su carrera como paisajista, pero tras conseguir cierto reconocimiento en este campo, se especializó en escenas marinas. Al vivir en Wapping, Londres, tenía mucho material a mano en cuanto a barcos, muelles y embarcaderos, y gran parte de su trabajo incluye escenas del río Támesis y astilleros navales. Otros temas incluyen batallas y acciones de las Guerras Revolucionarias Francesas y la Guerra de Independencia de Estados Unidos, incluyendo de manera destacada un gran lienzo de la batalla del Primero de Junio para el comedor de su posada local, Half Way House, en Commercial Road, Londres; la pintura se encuentra ahora en el Museo Marítimo Nacional. Aunque gran parte de su obra fue grabada posteriormente por otros artistas, también grabó y publicó más de 100 aguatintas de su propia obra. Su uso de efectos de luz, particularmente los contrastes entre los rayos del sol y las nubes oscuras, o el fuego contra el humo de la batalla, transmiten el drama y la actividad de una batalla naval. Aunque técnicamente preciso y meticuloso, sus talentos artísticos fueron en cierto modo eclipsados por los más grandes de sus pares, y su contribución al registro histórico es su mayor legado.

## Exposiciones

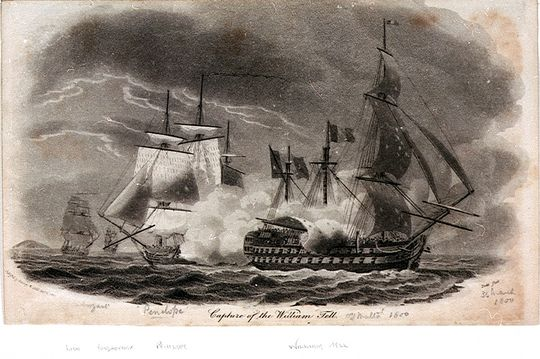
Captura de Guillermo Tell, 1800

Expuso en la Sociedad de Artistas en 1780 y en la Real Academia en 1782, y continuó exponiendo allí regularmente hasta 1809.